# Pedro Quartucci
Pedro Vicente Ernesto Quartucci (* 30. Juli 1905 in Buenos Aires; † 20. April 1983 ebenda) war ein argentinischer Boxer und Schauspieler. Als Boxer nahm er an den Olympischen Sommerspielen 1924 in Paris teil.
Nach Quartucci wurde das Sportlerhotel des nationalen argentinischen Trainingszentrums CeNARD benannt.

## Boxkarriere
Als Teilnehmer der Olympischen Spiele 1924 in Paris gewann er eine Bronzemedaille im Federgewicht. Im Halbfinale verlor er gegen Jackie Fields. Als Profi bestritt Quartucci fünf Kämpfe. Sein Kampfrekord als Profi war 4:1.

## Ergebnis bei den Olympischen Spielen 1924
- 1. Runde: Sieg über Henri Stuckmann (Frankreich)
- 2. Runde: Sieg über Arthur Beavis (Großbritannien)
- Viertelfinale: Sieg über Marcel Depont (Frankreich)
- Halbfinale: Niederlage gegen Jackie Fields (USA)
- Kampf um Bronze: Sieg über Jean Devergnies (Belgien)

## Ergebnisse als Profiboxer
- 23. März 1925: Sieg über Connie Holmes (USA)
- 16. Mai 1925: Punktesieg über Sammy Goodman (USA)
- 10. Juli 1925: Sieg durch KO über Reizenillo (USA)
- 12. Dezember 1925: Niederlage nach Punkten gegen Luis Rayo (Argentinien)
- 19. April 1928: Sieg durch TKO über Socrates Mitre (Argentinien)

## Schauspielkarriere
Nach seiner Boxerkarriere wurde er Schauspieler und stand in vielen argentinischen Filmen und Fernsehserien vor der Kamera. Er drehte von 1931 bis 1980 Filme wie Palermo, Al marido hey gue seguirlo und El Hombre del sabado. Er starb 1983 nach einem Herzinfarkt.

## Filmographie (Auswahl)

### Filme
- Luces de Buenos Aires (1931)
- Dancing (1933)
- The Favorite (1935)
- Goal
- Palermo (1937)
- La hora de las sopresas (1941)
- El hombre del sabado (1947)

### TV-Serien
- Amor en si bemol (1961)
- Viendo a Biondi (1961)
- La Familia Falcón (1962)
- La Comedia del domingo (1971/1972)
- El Chupete (1973)